# Порти
Порти (на гръцки: Πορτή) е село в дем Музаки.
Намира са на западния скат откъм и между двата подхода през Пинд – от Тесалия към Арта и Амбракия, откъдето и името му. Жителите му се препитават основно със земеделие и дюлгерство.
Отстои на 6 км югозападно от Музаки и на 33 км от Кардица. По пътя към него се преминава през дефиле по река Памисос, а на около 3 км северно от Порти се намира Порта Панагия.
В близост до Порти в Музаки се намират селата Мартини, Мелила и Палайокастро. В околностите му има обширни гори от кестени и дъб. За любителите на спелеологията в близост до него могат да се открият и много пещери.
Следи от селище на мястото на днешното Порти могат да се открият още в текстовете на Полибий, който споменава за лагер на царя на атаманците на това място. По османско време в селото имало две мелници, а около него – три крепости. Селото е известно и с близкия каменен сводест мост, каквито мостове са характерни и могат да се видят запазени по целия Пинд.
Селската църква посветена на Успение Богородично (1592) е трикорабна дървенопокривна базилика и е обновена и реконструирана основно през 1781 г. и 1804 г., със запазени стенописи от началото на 17 век. (1619). Надпис над входа ѝ сочи, че църквата е обявена за ставропигия още през 1595 г. от вселенския патриарх Йеремия II. В Порти има и още две църкви, посветени на Свети Никола (1872) и Свети Георги (1895).